# سقريط
السِّقْرِيط هو جنس من خنفساء الأرض موطنه منطقة قطبية شمالية قديمة والشرق الأدنى وأمريكة الشمالية وشمال إفريقيا. ثمة ما لا يقل عن 190 نوعًا موصوفًا فيه. من أنواعه سقريط مارد.